# Scortum hillii
Scortum hillii är en fiskart som först beskrevs av Castelnau, 1878.  Scortum hillii ingår i släktet Scortum och familjen Terapontidae. IUCN kategoriserar arten globalt som otillräckligt studerad. Inga underarter finns listade i Catalogue of Life.